# Yumeno Garden
Yumeno Garden is het derde studioalbum van de Australische indierockband Last Dinosaurs. Het album werd uitgebracht op 5 oktober 2018 onder het label Dew Process. Yumeno Garden debuteerde op nummer 26 in de Australische ARIA Charts. Het is het eerste volledig zelfgeproduceerde album van de groep, die ervoor koos om te schrijven, op te nemen en te mixen in hun eigen studio's met behulp van consumentenapparatuur en opnamesoftware waar mogelijk, met enige begeleiding van Jean-Paul Fung.

## Tracklist
| Nr.          | Titel                 | Duur  |
| ------------ | --------------------- | ----- |
| 1.           | "Eleven"              | 3:26  |
| 2.           | "Dominos"             | 3:30  |
| 3.           | "Bass God"            | 4:01  |
| 4.           | "Sense"               | 4:19  |
| 5.           | "Happy"               | 3:40  |
| 6.           | "Forget About"        | 3:47  |
| 7.           | "Italo Disco"         | 3:46  |
| 8.           | "Everything Relative" | 3:16  |
| 9.           | "Shallow Boy"         | 3:21  |
| 10.          | "Non Lo So"           | 4:01  |
| Totale duur: | Totale duur:          | 37:07 |

## Hitnoteringen
| Hitnoteringen              | Positie |
| -------------------------- | ------- |
| Australische Albums (ARIA) | 26      |

## Bezetting
- Sean Caskey - zang, gitaar
- Lachlan Caskey - lead gitaar
- Michael Sloane - bass
- Dan Koyama - drums, percussie